# Partamona mulata
Partamona mulata là một loài Hymenoptera trong họ Apidae. Loài này được Moure mô tả khoa học năm 1980.